# ماري ستوكر سميث
ماري ستوكر سميث (بالإنجليزية: Mary Stoker Smith)‏ هي صحفية أمريكية، ولدت في 11 فبراير 1969.